# Méjannes-le-Clap
Méjannes-le-Clap ist eine französische Gemeinde mit 740 Einwohnern (Stand 1. Januar 2022) im französischen Département Gard in der Region Okzitanien.

## Geografie
Méjannes-le-Clap liegt etwa 25 Kilometer nordöstlich von Alès auf einem Hochplateau südlich der Cèze, deren Ufer die nördliche Gemeindegrenze bildet.
In der Garrigue im Südosten von Méjannes-le-Clap liegt der Dolmen Table des Turcs (dt. Türkentisch).

## Sehenswürdigkeiten
Die Kirche Église Saint Christophe, die Dolmen des Fées sowie die einsame Waldschlucht der Cèze (Gorges de la Cèze) mit seinen Naturistengelände wie La Génèse gehören zu den Sehenswürdigkeiten des Ortes.

## Tourismus
Méjannes-le-Clap ist als Touristenort geprägt von zahlreichen Campingplätzen mit dem Schwerpunkt Freikörperkultur, einigen Feriendörfern und Restaurants.

## Bevölkerungsentwicklung
| Jahr      | 1962 | 1968 | 1975 | 1982 | 1990 | 1999 | 2007 |
| Einwohner | 17   | 31   | 34   | 98   | 113  | 304  | 446  |